# Argumentum ad naturam
Argumentum ad naturam (łac. „argument do natury”), odwołanie do natury, błąd naturalistyczny – argument lub figura retoryczna, w której zjawisko opisuje się jako pożądane, ponieważ jest naturalne, bądź jako niepożądane, ponieważ jest nienaturalne. Argumentu tego używa się często w dyskusjach na temat homoseksualizmu, ekologii, medycyny, wegetarianizmu, feminizmu czy fizyki.

## Forma
Naukowe podstawy wnioskowania z doświadczeń natury sformułował empirysta angielski David Hume w Traktacie o naturze ludzkiej. Formalna postać argumentu wygląda następująco:
```
N jest naturalne,
Zatem N jest dobre lub właściwe.

```

```
N jest nienaturalne,
Zatem N jest złe lub niewłaściwe.

```

W stanowisku Komitetu Biologii Ewolucyjnej i Teoretycznej PAN przeczytać możemy:

Przynajmniej od czasów Traktatu o Naturze Ludzkiej Davida Hume’a rozumiemy, że nie należy twierdzić o tym jak powinno być, na podstawie tego jak jest. Biologowie ewolucyjni bardziej może niż inni uczeni są świadomi tego, że normy etyczne nie mogą być wyprowadzane na podstawie tego, co naturalne lub powszechne w przyrodzie. Dobitnie przekonuje o tym wzmiankowany wyżej przykład dzieciobójstwa. Ewolucja nie tworzy żadnych norm, to społeczeństwa je tworzą. Próby posługiwania się przy tym źle rozumianą teorią ewolucji bardzo źle się kojarzą, służyły bowiem w przeszłości do uzasadniania rasizmu i krzewienia nietolerancji.

Filozof Julian Baggini tłumaczy: 

Nawet jeśli się zgodzimy, że niektóre rzeczy są naturalne i niektóre nie, co z tego wynika? Odpowiedź brzmi: nic. Nie ma racjonalnych powodów, by założyć, że to, co naturalne, jest dobre (lub przynajmniej lepsze) i co jest nienaturalne jest złe (lub przynajmniej gorsze).

Steven Pinker z kolei zauważa, że:

Błąd naturalistyczny to idea, według której to, co obecne w naturze, jest dobre. Stanowiła ona podstawę socjaldarwinizmu, wiary, że pomaganie biednym i chorym stoi w sprzeczności z ewolucją, która polega na przetrwaniu najsilniejszych. Dzisiejsi biolodzy potępiają błąd naturalistyczny, ponieważ chcą opisywać świat natury szczerze, unikając wyciągania moralnych wniosków w rodzaju: jeśli ptaki i inne zwierzęta popełniają cudzołóstwo, zabijają własne młode i praktykują kanibalizm, to musi to być dobre. Z kolei błąd moralistyczny polega na przekonaniu, że co jest dobre, musi mieć miejsce w naturze. Błąd ten leży u podłoża nierzetelnego referowania świata przyrody przez lektorów w filmach przyrodniczych, według których lwy miłosiernie mordują wyłącznie słabe i schorowane jednostki, myszy nie czują bólu, gdy pożerają je koty, żuk gnojowy przetwarza odchody z korzyścią dla ekosystemu i tak dalej. Z błędu moralistycznego wynika także wiara, że ludzie nie mogą z natury pragnąć mordować, gwałcić, kłamać lub kraść, ponieważ byłoby to zbyt przygnębiające.

## Przykłady
Odwoływanie się do natury jest częstą praktyką marketingową stosowaną w przypadku produktów żywieniowych, ubrań lub alternatywnych ziołowych leków. Etykiety zawierają wyrażenia typu „100% naturalne”, sugerując, że produkt jest przyjazny dla środowiska i/lub bezpieczny. Jednakże wiele toksycznych substancji jest obecnych w naturze, np. cykuta, belladonna, trujące grzyby, dlatego uważa się, że to, czy produkt jest naturalny, nie ma najmniejszego znaczenia w kwestii jego bezpieczeństwa lub efektywności.
W nauce konserwatywne cechy natury potwierdzają reguła przekory (chemia), a w fizyce prawo Lenza.